# Eristalis interrupta
Eristalis interrupta là một loài ruồi trong họ Ruồi giả ong (Syrphidae). Loài này được Poda mô tả khoa học đầu tiên năm 1761. Eristalis interrupta phân bố ở vùng Cổ Bắc giới (Đan Mạch)